# Air 1

Logo de la compañía

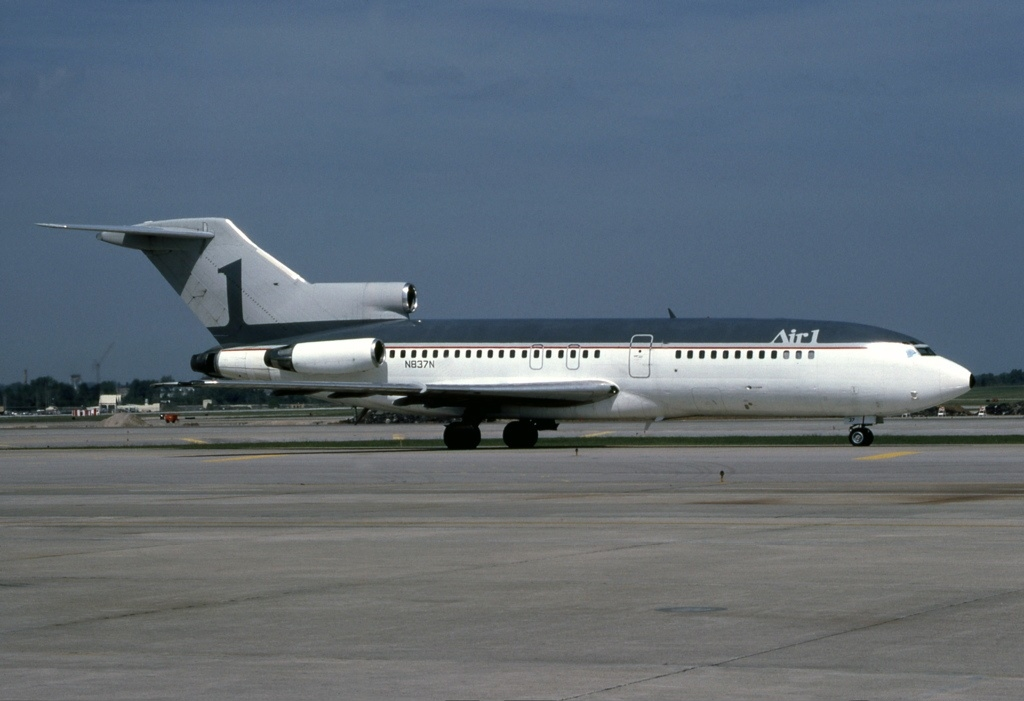
Avión usado por la compañía Air 1, modelo Boeing 727

Air 1 (oficialmente Air One Inc.) era una aerolínea estadounidense con sede en San Luis (Misuri) que operaba sus aviones en una configuración de clase ejecutiva.

## Historia
Air 1 fue fundada en 1981 por el antiguo astronauta de la NASA Eugene Cernan. Se enfocaba en clientes principalmente de la clase alta y pertenecientes al mundo de los negocios los cuales buscaban vuelos con servicios de lujo, pero a bajo precio. El plan original era comenzar a operar en diciembre de 1981 con cinco aviones Douglas DC-9 usados. Este objetivo no se ha podido realizar.
La compañía utilizó por primera vez dos Boeing 727-100 alquilados en vuelos chárter en marzo de 1983. A partir del 1 de abril de 1983, Air 1 realizó vuelos regulares con cinco Boeing 727-100 alquilados desde el aeropuerto de San Luis a Newark (Nueva York), Washington, Fort Worth y Kansas City. Los aviones contaban con asientos de cuero de gran tamaño y, con este equipamiento, sólo podían acoger a 76 pasajeros en lugar de los 119 habituales. Los Ángeles y Houston se añadieron a la programación a principios de 1984 y la flota se amplió con dos Boeing 727-200, cuya capacidad era de 98 pasajeros cada uno.

## Flota
- Boeing 727-100
- Boeing 727-200